# Ālqūyrūq
Ālqūyrūq (persiska: آل قویروق) är en ort i Iran.   Den ligger i provinsen Västazarbaijan, i den nordvästra delen av landet, 700 km nordväst om huvudstaden Teheran. Ālqūyrūq ligger 1 848 meter över havet och antalet invånare är 158.
Terrängen runt Ālqūyrūq är lite bergig. Runt Ālqūyrūq är det ganska tätbefolkat, med 75 invånare per kvadratkilometer. Närmaste större samhälle är Qarah Ẕīā' od Dīn, 19,0 km nordost om Ālqūyrūq. Trakten runt Ālqūyrūq består i huvudsak av gräsmarker.